# USS LST-874
O USS LST-874 foi um navio de guerra norte-americano da classe LST que operou durante a Segunda Guerra Mundial.